# هومئوپاتی
هومئوپاتی، (به انگلیسی: Homeopathy) یا همسان‌درمانی یک شیوه شبه‌علمی در پزشکی جایگزین است که توسط ساموئل هانمن در سال ۱۷۹۶ میلادی ابداع شد. بنا به ادعای طرفداران آن، هومئوپاتی یک روش درمانی بر اساس ایدهٔ «همانند، همانند را شفا می‌دهد.» است که با تحریک دستگاه ایمنی بیمار با داروهای هومئوپاتی، فرد را به سمت بهبودی سوق می‌دهد. بر پایه اصول نخستین هومیوپاتی هر ماده‌ای که دربدن تندرست یکسری نشانه‌های بیماری ایجاد کند درصورت تجویز به فرد بیمار باهمان علایم، (با مقادیر بسیار کمتر دارو) بیماری وی را درمان خواهدکرد، البته به شرط آنکه نشانه‌های موجود در بیمار و نشانه‌هایی که آن ماده دارویی می‌تواند ایجاد کند، تا حد ممکن همانند باشد.
بنا بر این تفکر اگرچه بیمار تنها برای یک درد جسمی به پزشک هومیوپات مراجعه کرده‌است، ولی باید واقعیت‌های روحی، عاطفی و عصبی خود را با پزشک در میان بگذارد. مبلغین این روش چنین اظهار می‌کنند که هر بیماری که نیروی حیاتی وی از میان نرفته باشد می‌تواند از هومیوپاتی انتظار بهبود داشته باشد. با نگرش به اینکه هومیوپاتی با تحریک دستگاه ایمنی بدن عمل می‌کند، چنانچه این سیستم و ساختار بدن دچار نابودی برگشت‌ناپذیر شود امید به بهبود کاهش می‌یابد.
هومیوپاتی یعنی همانند بیماری و به تعبیری دیگر درمان با همانند، یا درمان بدست عامل همانند بیماری است(نقطه مقابل درمان به ضد). مهم‌ترین ویژگی این روش درمانی نگرش کلی به انسان‌ها از دید جسمی، روانی و احساسی است. با این حال بعضی از تحقیقات علمی اثری فراتر از شبه داروها را برای داروهای هومئوپاتی قائل نشده‌اند. از سوی دیگر تحقیقات علمی دیگری نیز ارائه شده‌اند که مؤید تأثیر داروهای هومیوپاتی می‌باشند.
در ادرس European comitee of homeopathyو مقاله  HOMEOPATHY AROUND THE WORLDاطلاعات مفید و بروز از این رشته و درمانها کنگره ها وداروهاو کشورهای استفاده کننده از این رشته درمانی موجود است
پژوهش دیگری نیز انجام شده که نشان می‌دهد داروهای هومیوپاتی پلاسبو نیست و با این روش انرژی موجود در داروهای هومیوپاتی قابل ردیابی می‌باشد

## تاریخچه
این روش درمانی در سال ۱۸۱۰میلادی توسط پزشک آلمانی «ساموئل هانمن» (بر اساس یکی از نظرات موجود در زمان سقراط - نظر اول درمان به وسیلهٔ داروی متضاد و نظریه دوم درمان به وسیلهٔ داروی مشابه بود که به عنوان مثال زهر عقرب را بر روی مکان گزش عقرب قرار می‌دادند) معرفی شد. وی در طول سال‌ها تلاش بی‌وقفه توانست هومیوپاتی را توسعه دهد و از آن در درمان بیماری‌ها استفاده کند. نتیجه تلاش‌های او در کتابی به نام Organon of Medicine (ارغنون پزشکی) که حاوی تمام اصول هومیوپاتی و روش درمان به این شیوه می‌باشد، آورده شده و شش بار توسط وی تکمیل و به روز شده‌است. داستان کشف هومیوپاتی توسط هانمن، از آنجا آغاز می‌شود که وی در حال ترجمه کتاب داروشناسی دکتر کولن، استاد دانشگاه ادینبورگ بود که به این جمله برخورد می‌کند که در آن علت تأثیر داروی گنه گنه در درمان مالاریا را به قابض و تلخ بودن آن نسبت می‌دهد. وی این استدلال را نمی‌پسندید و برای درک نحوه تأثیر گنه گنه شروع به خوردن مقادیری از آن می‌کند و با تعجب می‌بیند که علائم مالاریا در وی ظاهر می‌شوند. وی با تکرار مشاهدات و آزمایش‌های خود به این نتیجه می‌رسد که هر ماده‌ای که بتواند علایم بیماری را در یک فرد سالم ایجاد کند می‌تواند همان علایم را در فرد بیمار، درمان نماید و به این اصل مهم هومیوپاتی دست می‌یابد که همواره مشابه، مشابه را درمان می‌کند.
پس از او دانشمندان بسیاری در تکامل هومیوپاتی نقش داشته‌اند که می‌توان از دکتر بونینگ هاوزن، دکتر جیمز تایلر کنت، د. ویلیام بوریکه، د. فاتاک و دانشمندان معاصر د. راجان سانکران از هند، د. جرج ویتولکاس از یونان (برنده جایزه نوبل آلترناتیو در سال ۱۹۹۶) و دکتر مسعود ناصری از ایران نام برد.

## وضعیت قانونی هومیوپاتی

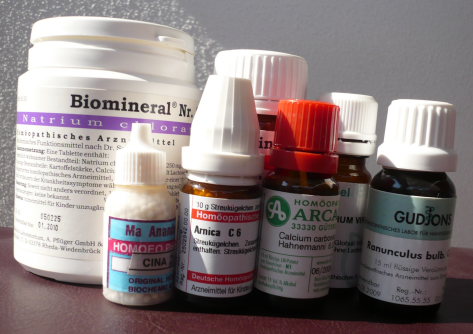
داروهای هومیوپاتی

سازمان غذا و داروی آمریکا FDA هیچ داروی هومیوپاتی را به‌رسمیت نمی‌شناسد. این روش درمانی در کشورهای انگلستان، آلمان، فرانسه، هلند، سوئد، کانادا، آمریکا، هندوستان، پاکستان، برزیل و بسیاری از دیگر کشورها خدمات درمانی به بیماران ارائه می‌دهد.
سازمان جهان بهداشت در کتابی تحت عنوان وضعیت حقوقی طب مکمل/سنتی در جهان به تفصیل راجع به جایگاه هومیوپاتی در نظام بهداشتی کشورهای مختلف توضیح می‌دهد.
همچنین سازمان جهانی بهداشت در سال ۲۰۰۹ سندی تحت عنوان نکات ایمنی در تهیه و تولید داروهای هومیوپاتی منتشر کرد. Safety issues in the preparation of homeopathic medicines

## تحلیل علمی و پزشکی

### دیدگاه مخالفان
هرچند عموماً باور بر این است که هومئوپاتی روشی بی خطر و کم هزینه‌است اما برخی پزشکان آن را در مواردی که بیمار را گمراه نموده و از داروها و درمان رایج موجود در علم پزشکی منع می‌کند به شدت مورد انتقاد قرار داده‌اند، چرا که ممکن است با عدم پیگیری درمان پزشکی جان بیمار در مواردی به خطرافتد. این عده معتقدند علم روز و پزشکی کلاسیک، ادعای هومئوپاتی به عنوان درمان مؤثر پزشکی را تأیید نمی‌نماید. همچنین معتقدند روش‌های شناخته شده مرور بر مقالات علم پزشکی، اثر هومئوپاتی را برتر از اثر دارونما یا پلاسبو نمی‌شناسند
وتوجیهی بر اساس علم بشری در مورد مکانیزم دقیق اثر داروهای هومئوپاتی بر بدن انسان ارائه نشده‌است. مطابق قوانین شناخته شده علم شیمی، احتمال اینکه حتی یک اتم از داروی مورد ادعای این روش با دوز تجویز شده آن وارد بدن شود تقریباً صفر است.
محققین مخالف این روش درمانی، لیستی از قربانیان این روش درمانی تهیه کرده‌اند که افرادی بوده‌اند که علی‌رغم ابتلاء به بیماری‌های مهلک، با روی آوردن به هومئوپاتی و غفلت از درمان‌های صحیح، جان خود را از دست داده‌اند. مقاله ای در تاریخ اذر ماه 1390 در نشریه نظام پزشکی ایران موجود است که در انجا ذکر شده که در این روش بدلیل تحریک بدن میتوان بسیاری از نا منظمی هورمونها را درمان کرد.نام مقاله سندرم پلی کیستیک تخمدانی و ارتباط ان به همئوپاتی میباشد
نتایج بررسی‌های بیش از ۲۵۵ تحقیق در مرکز ملی تحقیقات دارویی و سلامت استرالیا در سال ۲۰۱۵ میلادی نشان می‌دهد که هومئوپاتی هیچ تأثیر مفیدی در درمان بیماری‌ها ندارد. به گفتهٔ این مرکز، تحقیقاتی که نشان از مفید بودن این روش دارند، کیفیت و وسعت لازم را دارا نیستند. پیش‌تر محققان دیگری در انگلستان در سال ۲۰۱۰ نیز نشانی از آثار مفید بودن در این روش نیافتند؛ این امر فروش داروهای هومئوپاتی در این کشور را تا حد بسیار زیادی کاهش داده‌است.

## پیوند درونی
- مشارکت‌کنندگان ویکی‌پدیا. «Homeopathy». در دانشنامهٔ ویکی‌پدیای انگلیسی، بازبینی‌شده در ۲۹ می۲۰۱۱.